# Ивье
И́вье (бел. Іўе, пол. Iwie, лит. Yvija, идиш איוויע‎, тат. Өе ) — город в Гродненской области Беларуси. Административный центр Ивьевского района. Расположен в 136 км от Минска и 158 от Гродно.
Численность населения — 6 906 человек (на 1 января 2025 года).

## Геральдика
Герб и флаг учреждены Указом Президента Республики Беларусь от 14 июня 2007 года № 279 и зарегистрированы в Государственном геральдическом регистре 4 июня 2009 года № Б-106 и № Б-107. Одобрены решением Ивьевского районного Совета депутатов от 27 июля 2006 года № 91.

## История
Существует предание, говорящее об основании города женой Гедимина Евой.
В письменных источниках впервые упоминается в 1397 году как великокняжеский двор, подаренный князем Казимиром IV Петру Монтыгердовичу, который занимал должность надворного литовского маршалка. По одной из версий название Ивье происходит от финно-угорского «йыв» — «исток реки».
В Ивье существовала арианская типография. Здесь действовала арианская школа, ректором которой в 1585—1593 гг. был известный в XVI веке педагог и мыслитель Ян Лициний Намысловский.
По некоторым сведениям в прошлом название поселения звучало как Еўе (Эўе), и в основе его может лежать тюркско-татарское слово «эв», что значит «дом». Однако татарская община тут обосновалась только в 1598 году, а название Ивье упоминается уже в 1444 году. После похода Витовта 1397 года поселения татар появились на территории будущих Ошмянского, Лидского, Новогрудского уездов.
В Ивье издревле живут литовские татары; действует мечеть, которая была построена в 1884 году по фундации графини Эльфриды Замойской. В честь графини внутри мечети установлена мемориальная доска. На протяжении всего советского периода мечеть в Ивье была единственной действующей мусульманской мечетью в Белоруссии. Ивье считается неофициальной татарской «столицей» Белоруссии. Здесь ежегодно проводится мусульманский праздник, на который слетаются белорусские татары.
В центральной части города сохранились такие постройки конца XIX — начала XX вв., как Петропавловский костёл (конец XVIII века) и двухэтажный монастырь бернардинцев (XVII—XVIII века).
20 октября 1995 года административные единицы Ивьевский район и посёлок Ивье, имеющие общий административный центр, объединены в одну административную единицу — Ивьевский район. 
В 2000 году Ивье получил статус города.
Решением Ивьевского районного Совета депутатов от 17 марта 2023 года № 279 учреждено звание «Почётный гражданин Ивьевского района».

## Демография
Численность населения — 6 906 человек (на 1 января 2025 года).
| Численность населения: |
| График не отображается по техническим причинам. Чтобы исправить это, воспроизведите график в новом формате, если это возможно. |

| Год            | 1959 | 1970  | 1979  | 1989  | 2006  | 2018  | 2019  | 2020  | 2022  | 2023   | 2024  | 2025  |
| -------------- | ---- | ----- | ----- | ----- | ----- | ----- | ----- | ----- | ----- | ------ | ----- | ----- |
| Население чел. | 4930 | ▼4912 | ▲6016 | ▲7971 | ▲8452 | ▼7702 | ▼7668 | ▼7383 | ▼7354 | ▼7 243 | ▼7089 | ▼6906 |

## Здравоохранение
Медицинскую помощь в городе оказывает Ивьевская ЦРБ. Однако данная больница постепенно сокращается..

## Образование
В городе имеется: гимназия, средняя школа, детский сад ,сад-ясли, начальная школа,дошкольный центр развития ребёнка, центр коррекционно-развивающего обучения и реабилитации, центр творчества детей и молодежи, детско-юношеская спортивная школа, социально-педагогический центр, детский дом семейного типа.

## Культура
В Ивье имеется система учреждений культуры. Клубная система представлена районным Центром ремёсел, государственным учреждением культуры «Ивьевский центр культуры и досуга», центром народного творчества. В библиотечной системе работает центральная районная библиотека, районная детская библиотека. Также в городе детская школа искусств, районный методический центр народного творчества, учреждение культуры «Ивьевский музей национальных культур».

## Религия
Духовная жизнь в Ивье представлена костёлом, мечетью, православной церковью, общиной евангелистов. Для детей при религиозных учреждениях действуют приходские школы. В  Костёле Святых Петра и Павла  функционирует филиал благотворительной католической организации «Каритас», который оказывает благотворительную помощь пожилым одиноким, малообеспеченным гражданам.

## События и мероприятия
- В 2018 году прошёл областной фестиваль «Дажынкi»
- Ежегодный праздник «Іўеўскі памідор»[29]
- 6-15 сентября 2023 года — Марафон «17 граней единства», приуроченный ко Дню народного единства[30]

## Достопримечательности
- Братская могила —  Историко-культурная ценность Республики Беларусь, шифр 413Д000287
- Ивьевская мечеть
- Водяная мельница
- Ансамбль бывшего монастыря бернардинцев: Петропавловский собор, главный алтарь собора, бывший жилой корпус, ограда —  Историко-культурная ценность Республики Беларусь, шифр 412Г000286
  - Костёл Святых Петра и Павла
- Храм в честь мученика Гавриила Белостокского (1995)
- Кладбища татарское (Мизар) и иудейские

### Памятник, скульптура
- Памятник В. И. Ленину
- Монумент «В честь дружбы и единства конфессий Ивьевщины»
- Памятник воинам-афганцам

### Памятники природы, заказники
- Ивьевский родник — геологический памятник природы республиканского значения

### Утраченное наследие
- Кальвинский сбор
- Часовня
- Синагога
- Усадьба Огинских
- Фарный костел

## Галерея

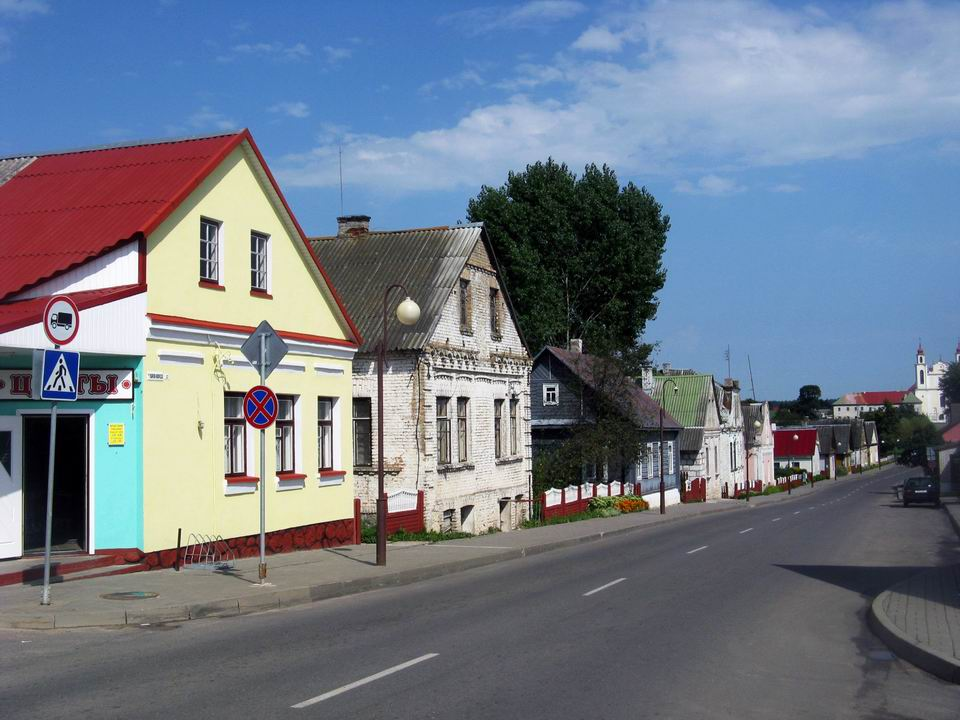
На улице города
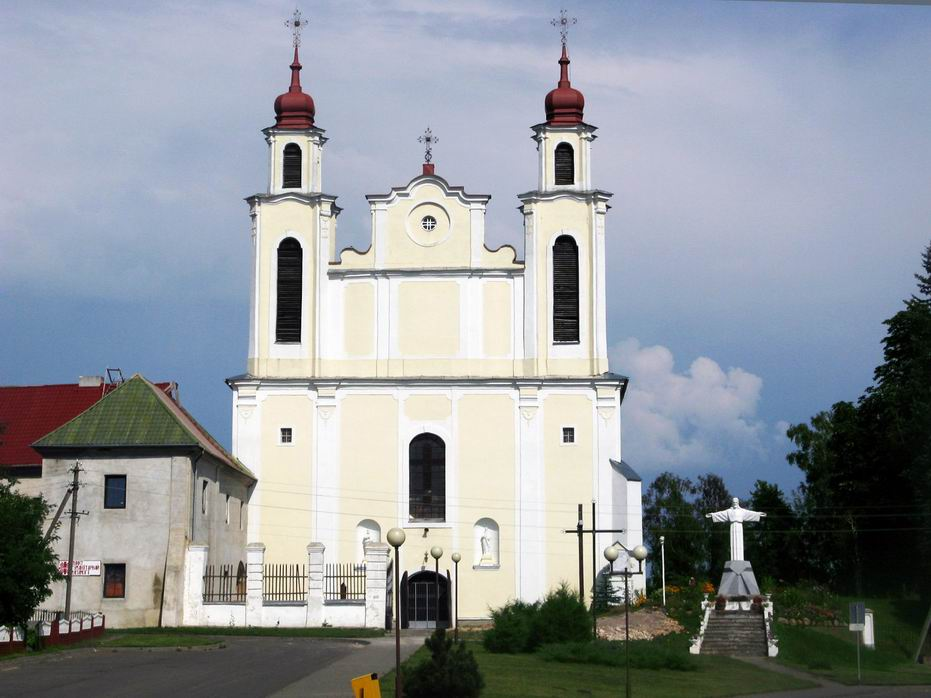
Костёл Святых Петра и Павла
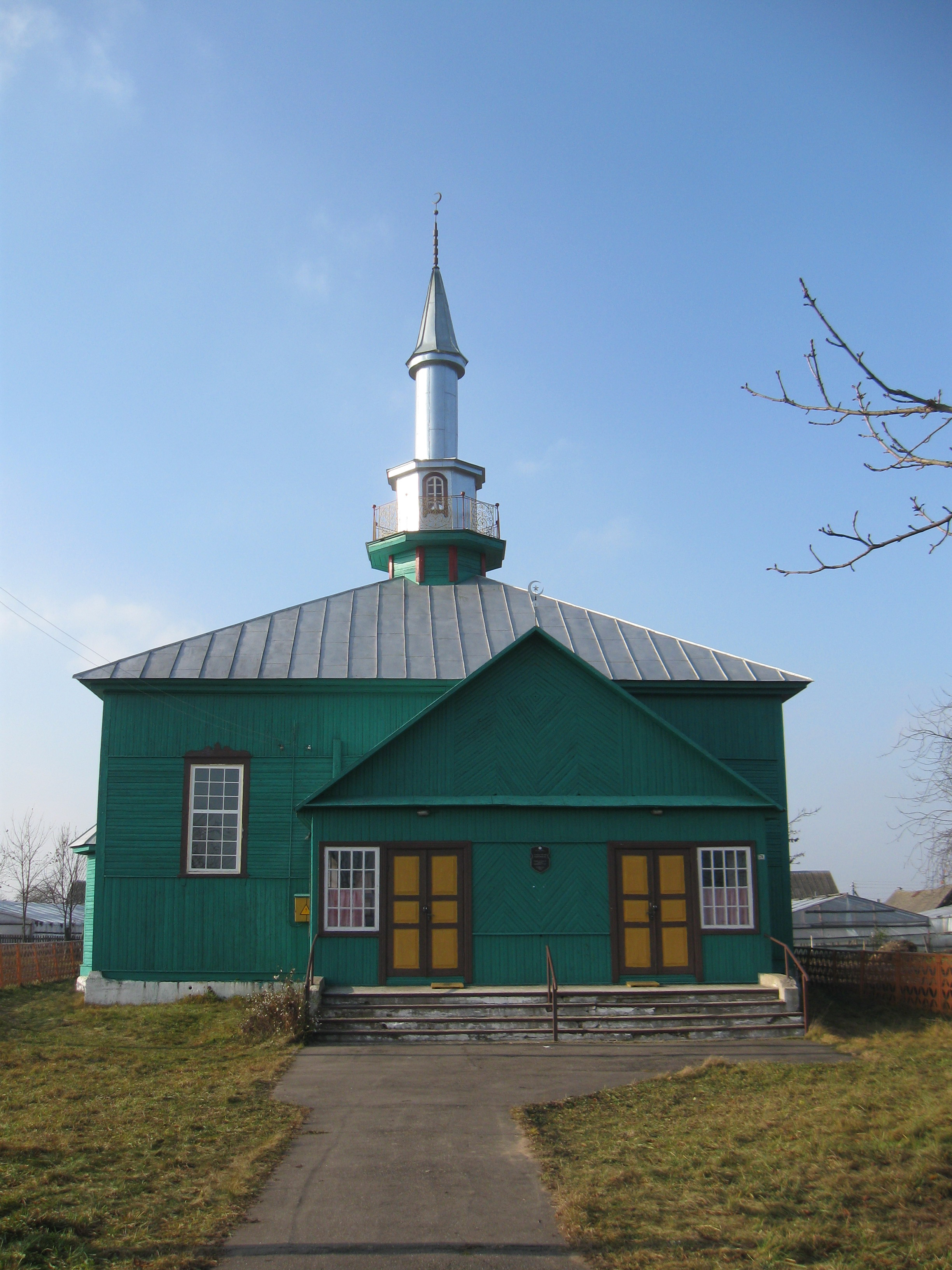
Ивьевская мечеть
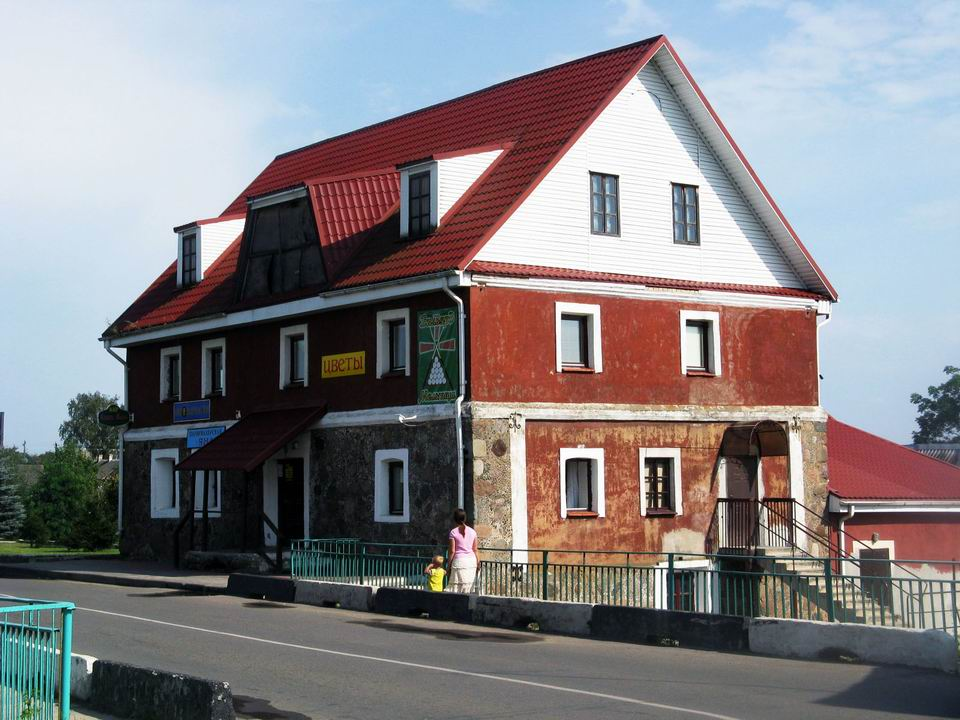
Мельница
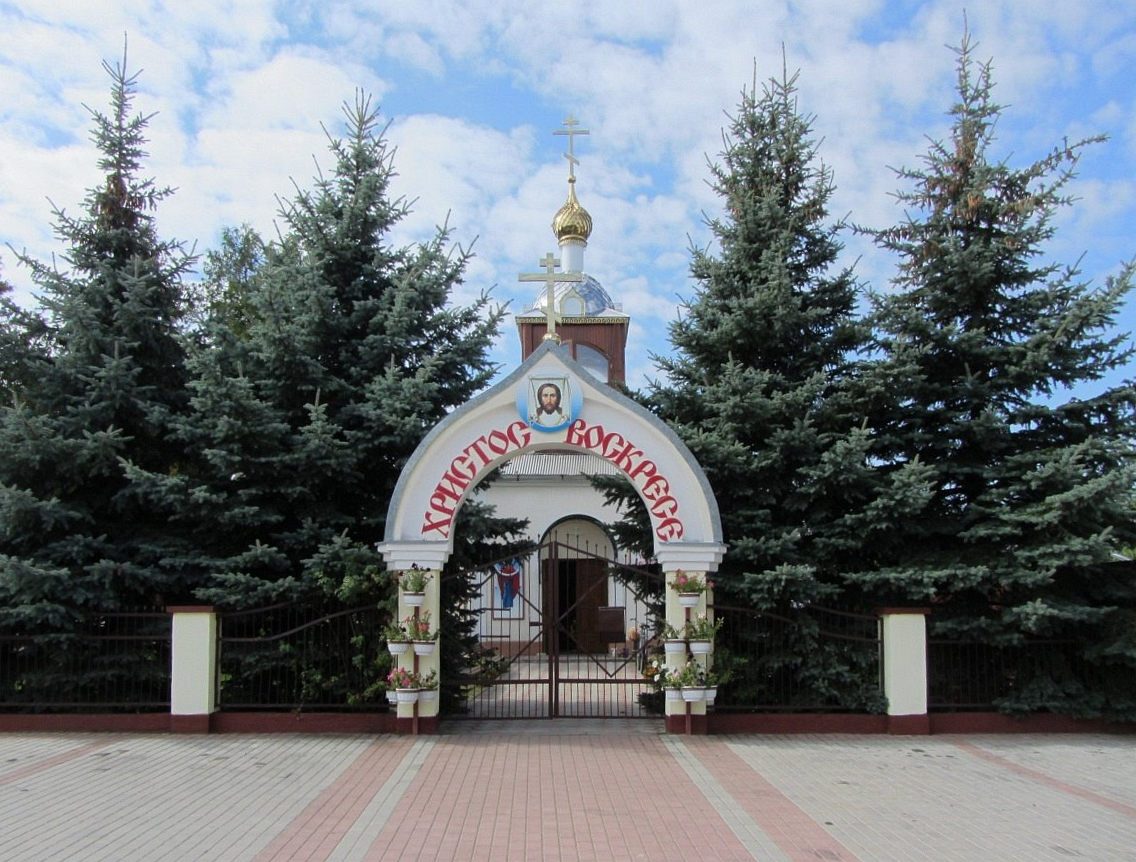
Храм Гавриила Белостокского
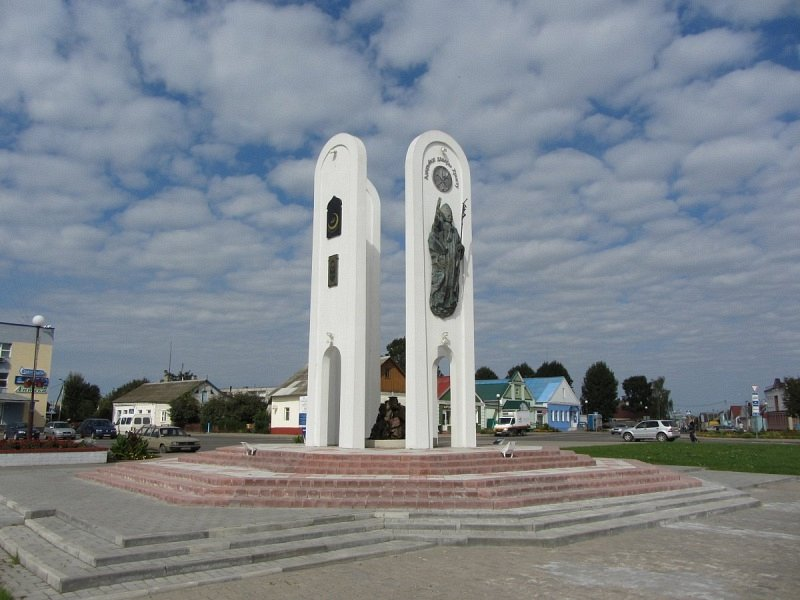
Памятный знак
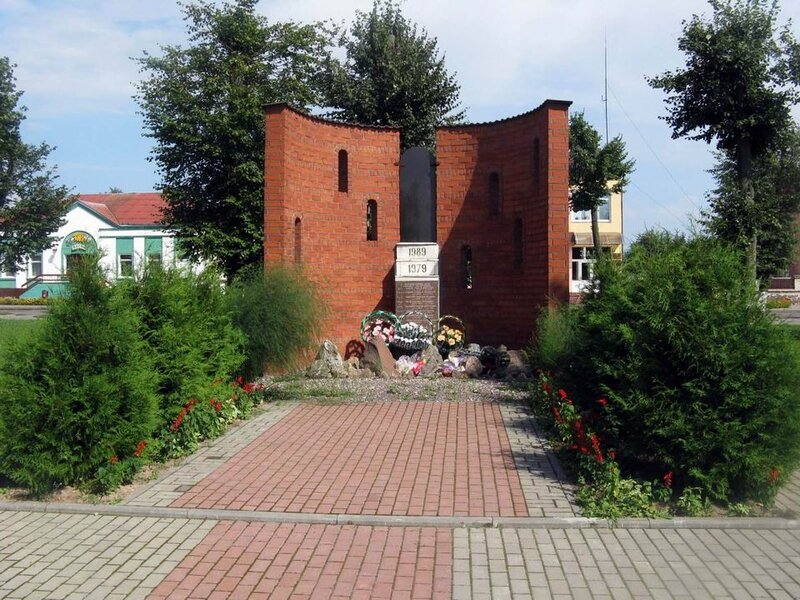
Памятник воинам-афганцам
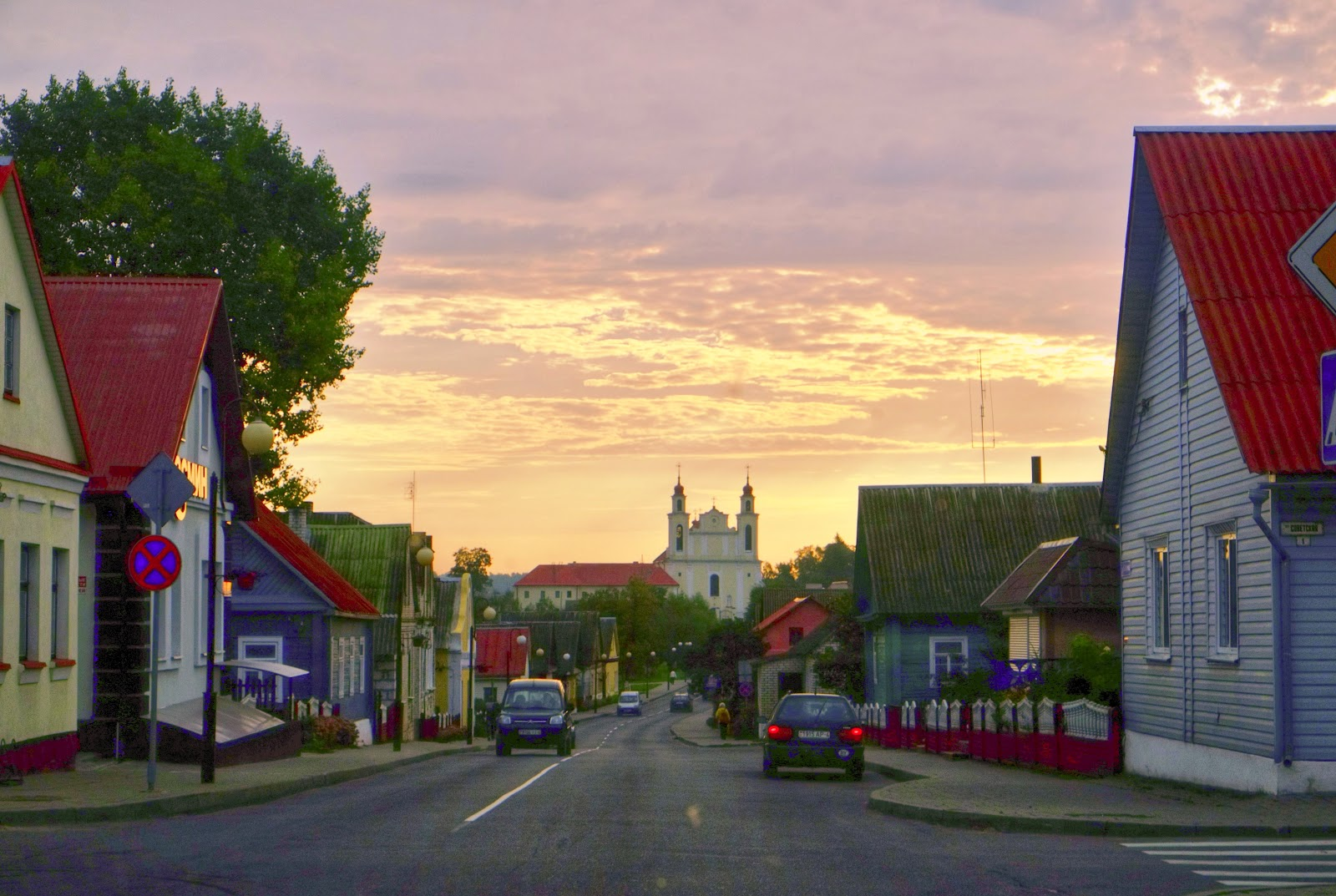
Вид на костёл
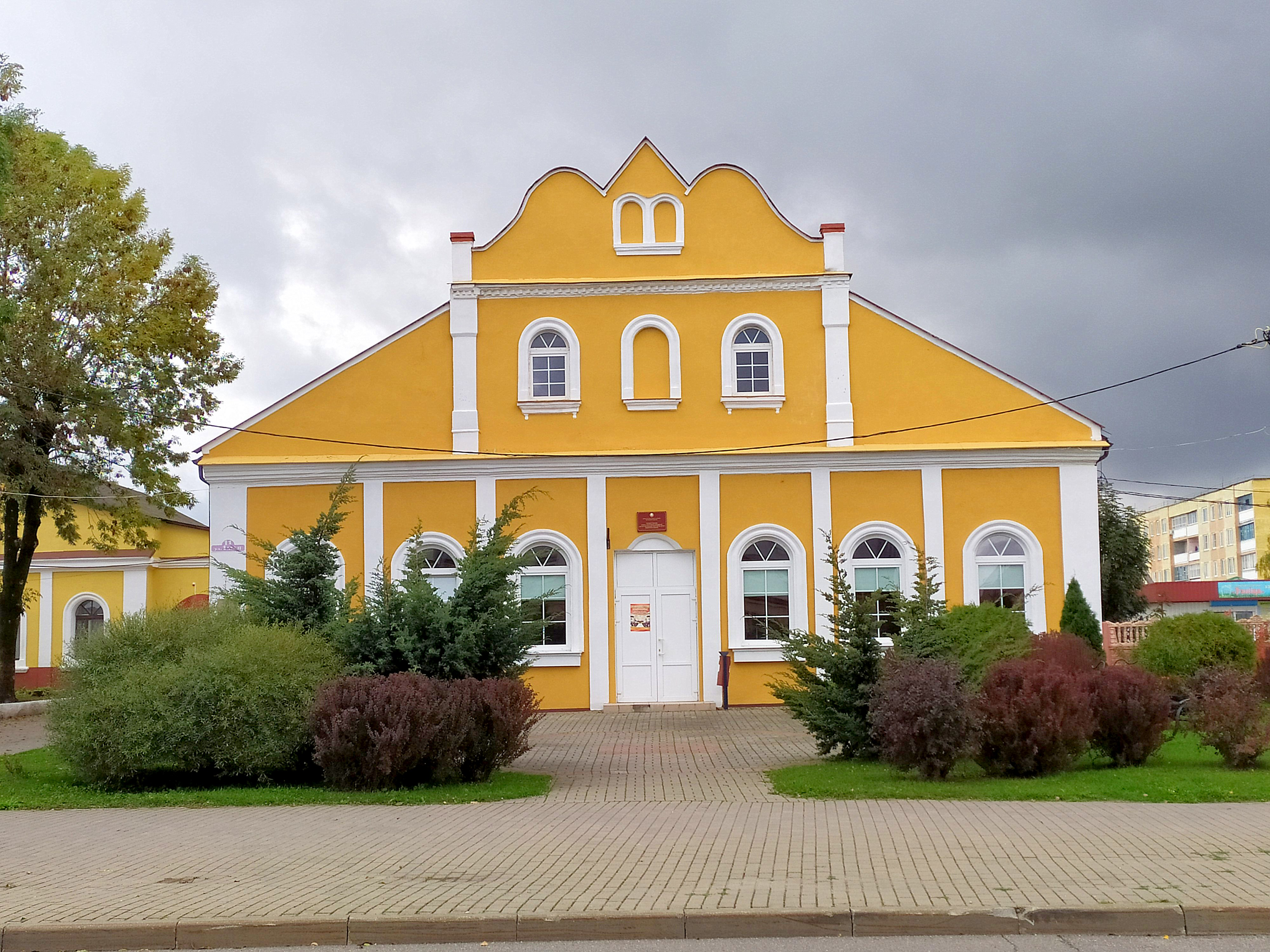
Бывшая синагога
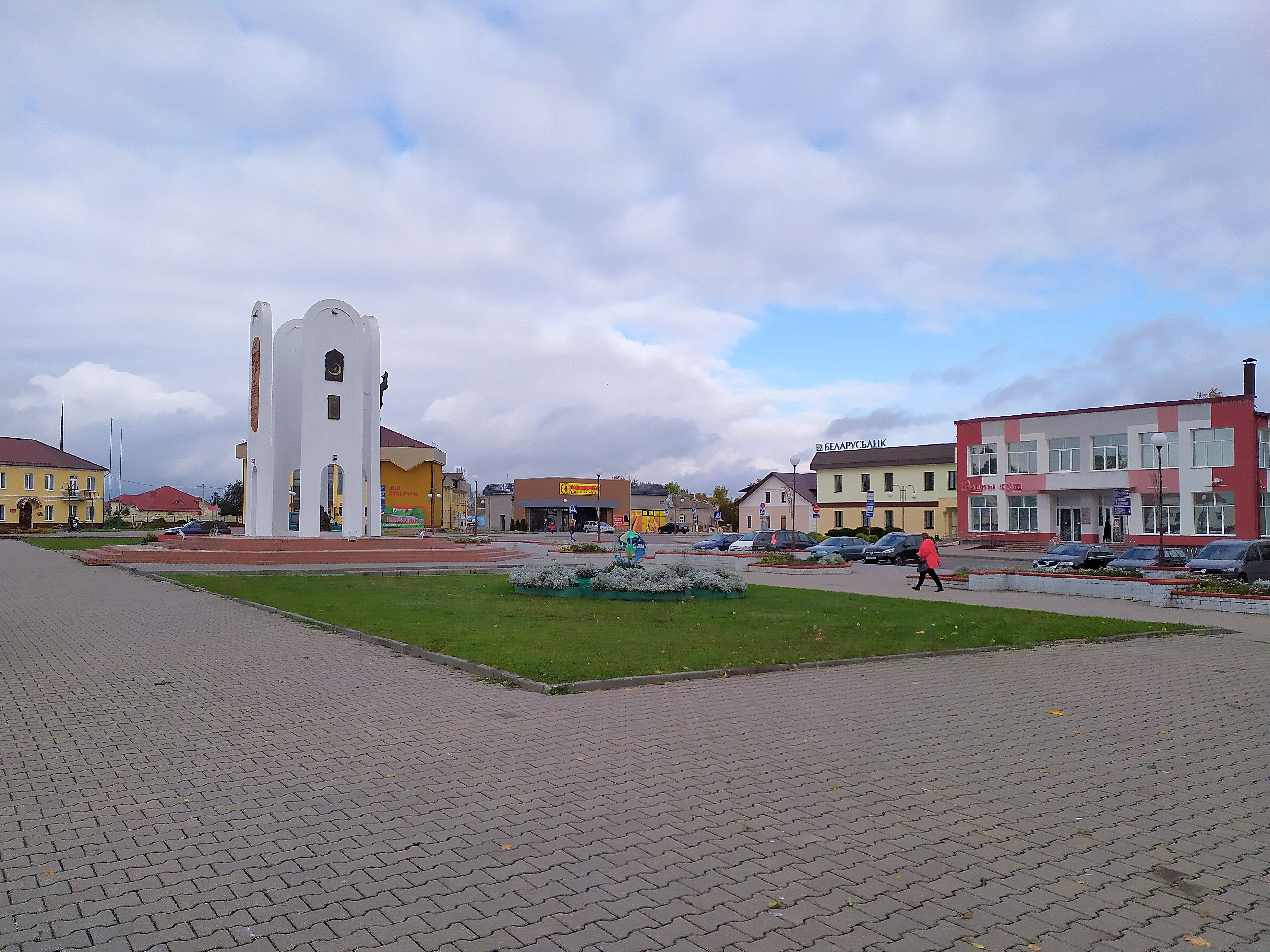
Комсомольская площадь
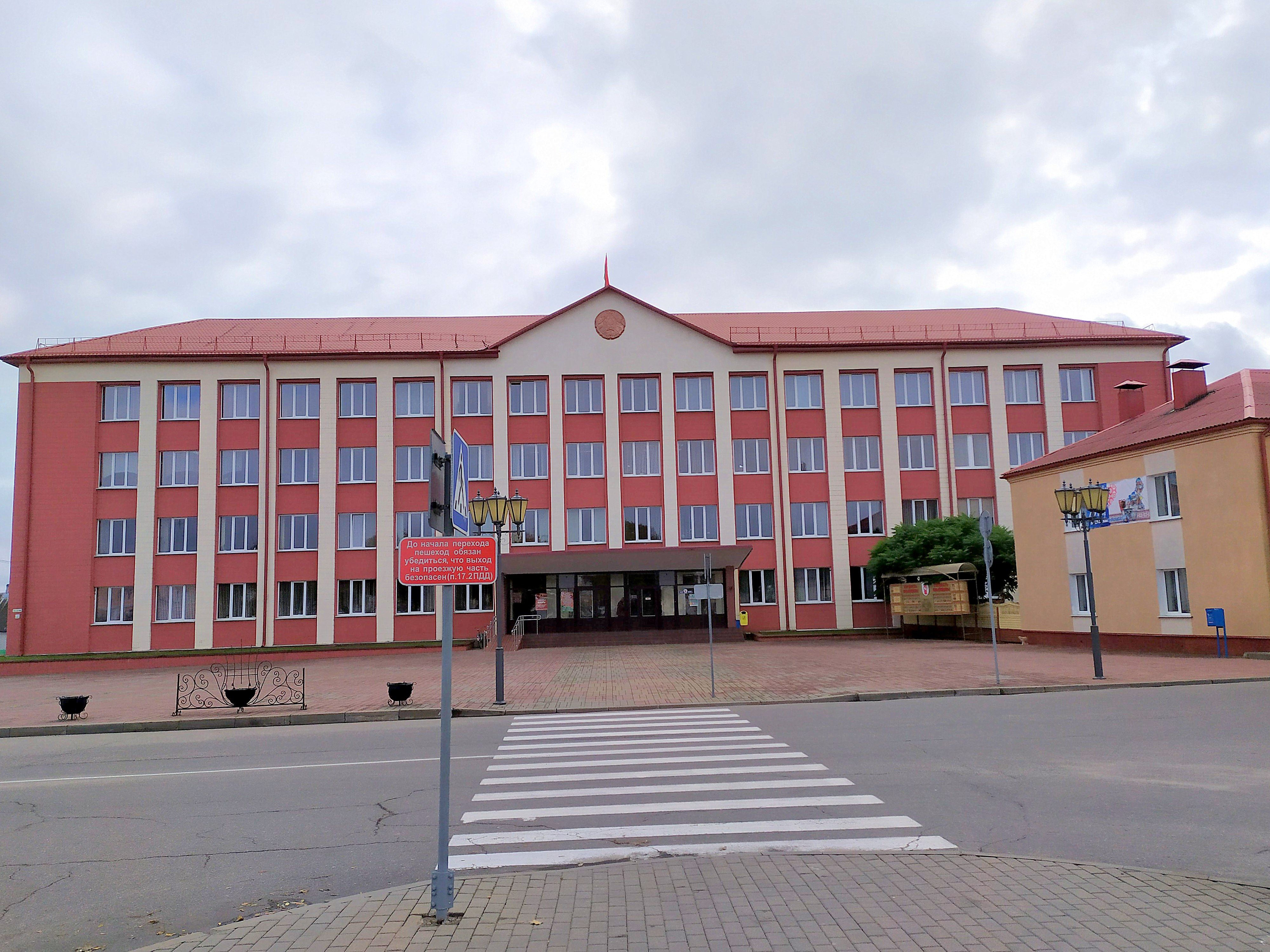
Райисполком
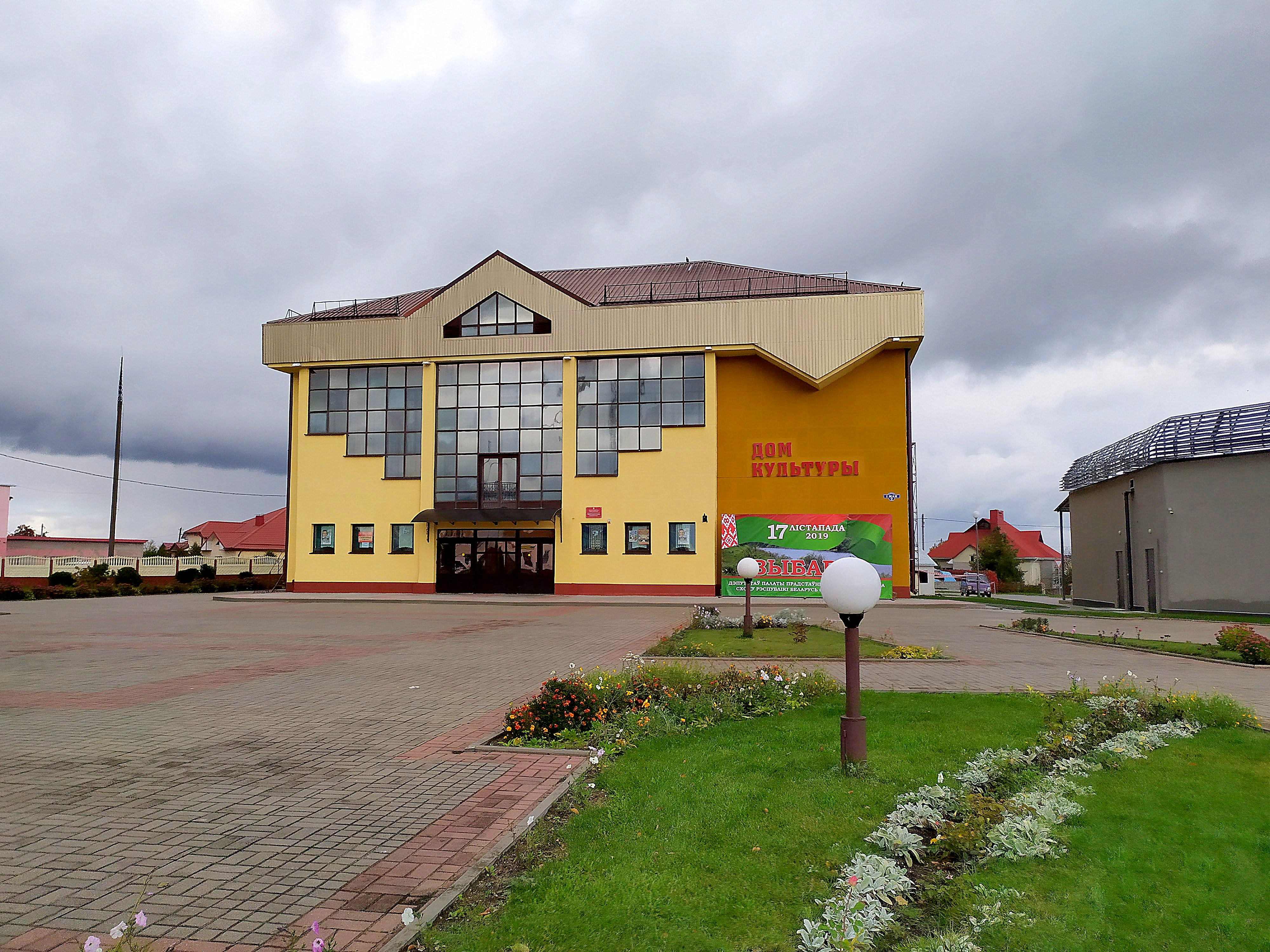
Дом культуры
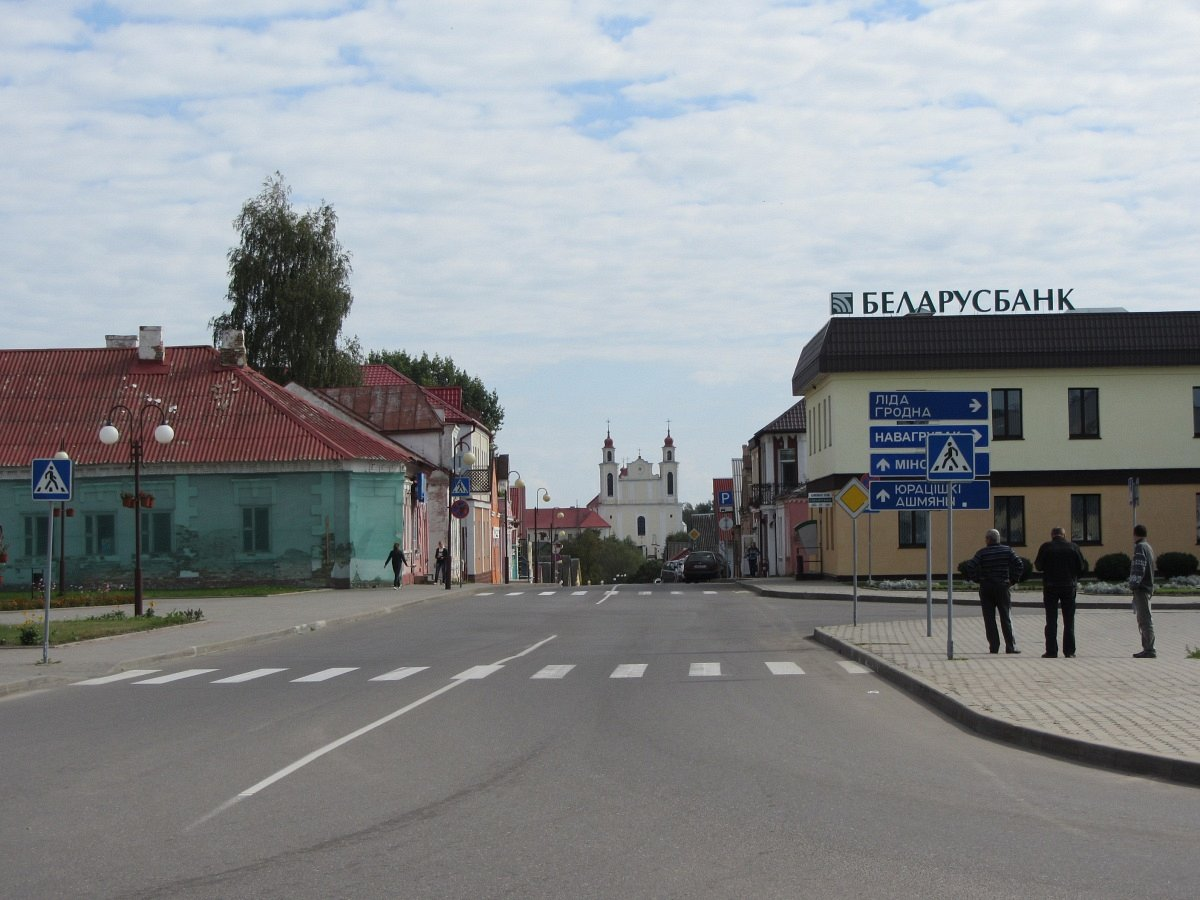

## СМИ
- Телекомпания «Ивье»
- Ивьевское кабельное телевидение
- Газета «Iўеўскі край»[31]
- Районное радио «Голос Ивьевщины»
- Телеканал «Ивье ТВ»